# LSTW Pocztowiec Łódź
LSTW Pocztowiec je poljski vaterpolski klub iz grada Łódźa.
U sezoni 2006./07. natječe se u Euroligi. Natjecanje je okončao u 2. izlučnom krugu, osvojivši 5. mjesto u skupini „E”.

## Vanjske poveznice
- LSTW Pocztowiec Łódź--Službena stranica  Arhivirana inačica izvorne stranice od 25. rujna 2019. (Wayback Machine)